# Sefako Makgatho Health Sciences University
Die Sefako Makgatho Health Sciences University (SMU), deutsch etwa „Medizinische Universität Sefako Makgatho“, ist eine 2014 gegründete und 2015 eröffnete südafrikanische Hochschule mit Sitz in Ga-Rankuwa nordwestlich des urbanen Kerns von Pretoria in der Provinz Gauteng.

## Geschichte

### Entstehung
Blade Nzimande, der Minister of Higher Education and Training (etwa: „Minister für Hochschulbildung und Ausbildung“) leitete als Regierungsmitglied die Entstehung dieser Universität ein. Eine von ihm im Mai 2011 eingesetzte Arbeitsgruppe unter Leitung von Malegapuru Makgoba (ehemaliger Vice-Chancellor der University of KwaZulu-Natal) und Max Price (Vice-Chancellor der University of Cape Town) untersuchte Möglichkeiten, den existierenden MEDUNSA–Campus von der Universität Limpopo künftig organisatorisch zu separieren und ihn in eine neu zu schaffende Hochschuleinrichtung einzugliedern.
Die formelle Gründung der medizinischen Hochschule vollzog sich auf der Basis einer ministeriellen und in der South African Government Gazette Nr. 37658 vom 16. Mai 2014 veröffentlichten Bekanntmachung. Die konkreten Vorbereitungen zur Bildung dieser Einrichtung sind durch Experten der Johns Hopkins University begleitet worden. Weiterhin schuf man ein international besetztes, beratendes Aufsichtsgremium mit Vertretern aus Südafrika, Uganda, Thailand, den Vereinigten Staaten und Brasilien. Das erste akademische Jahr der Hochschule begann 2015 mit 5144 eingetragenen Studierenden.

### Namensgebung
Ihren Namen erhielt die Universität nach Sefako Mapogo Makgatho, einem Pädagogen, methodistischen Theologen und frühen Bürgerrechtler, dessen Vater Kgorutlhe Josiah Makgatho das Oberhaupt einer einflussreichen Familie und ein Chief auf dem Gebiet des früheren Transvaal war.

### Vorgeschichte
Der durch seine Vorgeschichte existierende regionale Schwerpunkt medizinischer Ausbildung beruht auf die 1976 in die Wege geleitete Gründung einer tertiären Bildungseinrichtung am Rande des 350 Hektar großen Ga-Rankuwa Township zum Zwecke der Ausbildung von Schwarzen zu Medizinern, Zahnärzten sowie in Heilberufen und Pflegeberufen. In diesem Jahr legte die damalige Apartheidregierung dem Parlament einen Gesetzesentwurf vor, der die Errichtung einer neuen Ausbildungsstätte von Medizinern aus dem Kreis der Bantubevölkerung vorsah. Die bis dahin existierenden Ausbildungskapazitäten für vorrangig nichteuropäischstämmige Personen an der University of Natal Medical School hatten sich als überlastet erwiesen (hier Studierende zum Ende des Jahres 1975: 46 Coloured, 350 Inder, 199 Afrikaner). Mit dem Medical University of Southern Africa Act (Act No. 78 / 1976) war beabsichtigt, ein diesbezügliches und alternatives Angebot auf den Fachgebieten Medizin, Dental- sowie Veterinärmedizin für die Bantubevölkerung der „national units“ einzurichten. Der vorgesehene Universitätsrat sollte Repräsentanten aller Homelands, aller drei Bantu-Universitäten (Fort Hare, North, Zululand) sowie Vertreter medizinischer und dentalmedizinischer Abteilungen der Universität Pretoria und Witwatersrand-Universität umfassen. Im Jahr 1977 flossen aus Mitteln der Bantu Administration 14 Millionen Rand in den Aufbau dieser Institution. Die ersten 80 Studenten wurden zum Studienbeginn für den Januar 1978 zugelassen. Zum Ende 1978 waren bereits 110 schwarze Studenten eingetragen. Die ersten planmäßigen Absolventen wurden für das Jahr 1982 prognostiziert. Angesichts der hier zu erwartenden geringen Zahl von Absolventen und des sich daraus ergebenden statistischen Missverhältnisses zur Größe der Bantu-Bevölkerungsgruppe kritisierte Phillip Valentine Tobias, der damalige Dekan der medizinischen Fakultät an der Witwatersrand-Universität, das Konzept von MEDUNSA und forderte eine „radikales Angleichungsprogramm“ ihres Curriculums an die allgemeinen Ausbildungsanforderungen für Mediziner.

## Organisation
Die zentrale Ausbildungseinrichtung für die medizinische Praxis ist das Universitätskrankenhaus. Es trägt den Namen Dr George Mukhari Hospital (früher Ga-Rankuwa Hospital) und gehört zu den führenden Einrichtungen seiner Art auf dem afrikanischen Kontinent. Es ist das zweitgrößte Krankenhaus in Südafrika.

### Akademische Hochschulstruktur
Der akademische Sektor der Hochschule gliedert sich in vier Hauptbereiche, ähnlich von Fakultäten, die sich Schools of Medicine nennen. Das sind: 
- Health Care Sciences
- Pathology
- Pre-Clinical Sciences (etwa: vorklinische Fachbereiche)
- Oral Health Sciences

### Gründungsrat
Die personellen Vorbereitungen zur Gründung der Universität begannen mit einer Bekanntmachung des Hochschulministers in der Government Gazette Nr. 37007 vom 6. November 2013, in der zu Bewerbungsvorschlägen für den Gründungsrat (Interim Council) der neuen Hochschule aufgefordert wurde.
Die Berufung der Mitglieder des Gründungsrates geschah durch den Minister mittels einer weiteren Bekanntmachung in der Government Gazette unter Bezugnahme auf das Hochschulgesetz (Higher Education Act) von 1997. Dessen Mitglieder sind:
- Olive Shisana[14]
- Nono Simelela
- A. M. Segone
- Paul Slack
- Sizo Mchunu.

Olive Shisana ist die Vorsitzende des interimsmäßigen Hochschulrates. Künftige Stellen der Hochschulleitung wurden ausgeschrieben und sind jeweils ein Interim University Administrator, Interim University Registrar, Interim Chief Operations Officer und Executive Administrative Assistent.

## Abschlüsse
Die Hochschule bietet Studiengänge auf den Gebieten der Humanmedizin, öffentlichen Gesundheitsförderung, Medizintechnik und Veterinärmedizin mit den Abschlüssen Bachelor, Master und postgradualen Zertifikaten an. Es bestehen Promotionsmöglichkeiten.